# لیو بومینگ (فضانورد)
لیو بومینگ (فضانورد) (به انگلیسی: Liu Boming (astronaut)) فضانورد اهل کشور چین است که در سپتامبر ۱۹۶۶ میلادی در یی‌آن، هیلونگ‌جیانگ زاده شد. وی در مأموریت شنژو ۷ حضور داشته است.